# 이랏
이랏은 창세기 4장 18절에 나오는 가인의 자손이다  할아버지는 가인이다 단한번 이랏이 나오는 구절이 창세기 4장 18절이다.

## 이랏
| 아담의 계보 | 아담의 계보 |
| 셋의 계보   | 카인의 계보 |
| ----------- | ----------- |
| 셋          | 카인        |
| 에노스      | 에녹        |
| 케난        | 이랏        |
| 마하랄렐    | 므후야엘    |
| 야렛        | 므두사엘    |
| 에녹        | 라멕        |
| 므두셀라    | --          |
| 라멕        | --          |
| 노아        | --          |